# Campaña de Andalucía
La Campaña de Andalucía hace referencia al conjunto de operaciones militares que tuvieron lugar en Andalucía entre las fuerzas sublevadas y republicanas, durante los primeros meses de la Guerra Civil Española. 
El golpe militar había logrado triunfar en varias capitales de provincia andaluzas —Sevilla, Córdoba, Granada o Cádiz—, pero la mayor parte del territorio se mantuvo leal a la República. La llegada de potentes refuerzos del Ejército de África y la incapacidad de las fuerzas republicanas permitieron a los sublevados lograr hacerse con el control de la mayor parte de Andalucía occidental, uniendo entre sí los principales núcleos que controlaban. Sin embargo, el grueso de las fuerzas sublevadas se dirigió hacia Extremadura y la zona central de la península, por lo que el frente andaluz acabaría convirtiéndose en un sector secundario durante el resto de la contienda.

## Antecedentes
El 17 de julio, por la tarde, la guarnición militar de Melilla se sublevó inesperadamente. Tras Melilla, siguieron las demás plazas del protectorado de Marruecos, y después —al día siguiente— se produjo el levantamiento de la guarnición de las Islas Canarias, al mando del general Francisco Franco.
Ese día la sublevación se extendió a la Península ibérica. A las dos de la tarde del 18 de julio una parte de la guarnición de Sevilla se sublevó contra el Gobierno. El general Queipo de Llano, líder principal de la conspiración en Andalucía, arrestó a los mandos de la II División Orgánica y se hizo con el control de la misma. Aunque encontró una fuerte resistencia popular en varios puntos de la ciudad, Queipo de Llano logró dominar el centro urbano y el aeródromo de Tablada. A continuación, dio la orden de sublevarse a las restantes guarniciones andaluzas, sin esperar hasta el día 19 como estaba previsto en el plan del general Mola. Unas horas después, en la ciudad de Córdoba el coronel Ciriaco Cascajo sublevó al regimiento de artillería y proclamó el estado de guerra, logrando dominar la ciudad. A lo largo de la tarde secundaron su llamamiento las guarniciones de Cádiz (general José López-Pinto), Jerez de la Frontera (comandante Salvador de Arizón), Algeciras (teniente coronel Manuel Coco) y Málaga (general Francisco Patxot). La sublevación en la capital malagueña fracasó estrepitosamente y dejó esta provincia bajo control gubernamental; por el contrario, el triunfo de la sublevación en la provincia de Cádiz dio oportunidad de cruzar el estrecho de Gibraltar a algunas unidades del Ejército de África que serían decisivas.
La guarnición de Granada se sublevó finalmente la tarde del 20 de julio, y logró hacerse con el control total de la ciudad sólo varios días después, tras someter la resistencia popular. Por su parte, Huelva, Jaén y Almería se mantuvieron fieles a las autoridades republicanas, a pesar del fallido conato de rebelión en Almería.

## Desarrollo de las operaciones

### Sevilla, base de operaciones
La tarde del 22 de julio las fuerzas sublevadas lograron asegurar el control de Sevilla. Esto les permitió disponer de una importantísima base de operaciones en el sur de España, así como de un importante centro logístico y de comunicaciones. Desde Sevilla comenzaron a enviarse diversas expediciones a las localidades de alrededor con objeto de asegurar el control de la capital hispalense. El día 19 lograron conquistar Dos Hermanas. Dos días después una columna de regulares fue rechazada en Carmona por milicias anarquistas, aunque esta localidad sería finalmente tomada al día siguiente tras ser sometida a un intenso fuego de artillería. Estos movimientos fueron importantes, ya que la conquista de Dos Hermanas permitió asegurar las comunicaciones de Sevilla con Cádiz, mientras que Carmona les aseguró las comunicaciones con Córdoba. El día 22 también cayó El Arahal, tras lo cual fueron ejecutadas entre 146 y 1.600 personas. El 7 de agosto salió una columna de Sevilla para conquistar Lora del Río, que cayó al día siguiente tras un breve bombardeo artillero y aéreo. En venganza por los asesinatos que algunos izquierdistas habían llevado a cabo tras el estallido de la guerra, los conquistadores emprendieron una durísima represión: fueron fusiladas entre 600 y 1.000 personas, a veces siendo ejecutadas familias enteras.
Una columna mandada por el teniente coronel Castejón salió de Sevilla en dirección al este, y en una serie de incursiones sus fuerzas lograron conquistar a su paso Alcalá de Guadaira, La Puebla de Cazalla, Morón de la Frontera, Écija, Osuna, Estepa y La Roda. La toma de Alcalá de Guadaira fue significativa, por su importante producción panadera. En otra acción, el 26 de julio las fuerzas de Castejón tomaron la localidad onubense de La Palma del Condado, tras un breve bombardeo.
Desde Huelva las autoridades republicanas organizaron una columna de mineros y guardias civiles con la intención de sofocar la sublevación de Sevilla. La columna salió de Huelva y fue recogiendo voluntarios en su camino a la capital hispalense, pero la mañana del 19 de julio sufrió una emboscada en La Pañoleta, en las proximidades de Camas, y quedó prácticamente deshecha. Poco después los sublevados organizaron una columna al mando del capitán de corbeta Ramón de Carranza, que en una rápida incursión acabaría tomando Huelva el 29 de julio. Los sublevados liderados por Carranza entraron en la ciudad tras descubrir que muchas de las autoridades republicanas habían huido por mar. Con esta acción, la mayoría de poblaciones que iban hasta la frontera portuguesa cayeron en manos de las columnas sublevadas. A continuación, los sublevados se lanzaron sobre las cuencas mineras de Tharsis y Riotinto, de gran importancia estratégica. El resto de la provincia siguió en manos republicanas hasta finales de agosto. La resistencia en las comarcas mineras fue durísima, a pesar de la grave inferioridad militar en la que se encontraban las milicias. El 19 de septiembre de 1936 con la toma de Cumbres de Enmedio, Cumbres Mayores e Hinojales se daba por ocupada toda la provincia.
En Cádiz los sublevados dominaron desde los primeros días Cádiz y su base naval, Algeciras, Jerez de la Frontera y otras importantes localidades. Hubo importantes focos de resistencia en lugares como San Fernando o La Línea de la Concepción, a donde incluso hubo que mandar al 2.º Tabor de Regulares de Ceuta. La llegada de refuerzos del Ejército de África y la formación de milicias locales permitieron asegurar el control del resto de la provincia de Cádiz para finales de agosto. De hecho, para el 18 de agosto la mayor parte de las ciudades o pueblos gaditanos estaban bajo el control de las fuerzas sublevadas. La represión en la provincia fue especialmente dura: en casi todas las poblaciones hubo ejecuciones. Destacó por sus actuaciones el Tercio Mora-Figueroa, que conquistó varias poblaciones en su avance a la Serranía de Ronda.

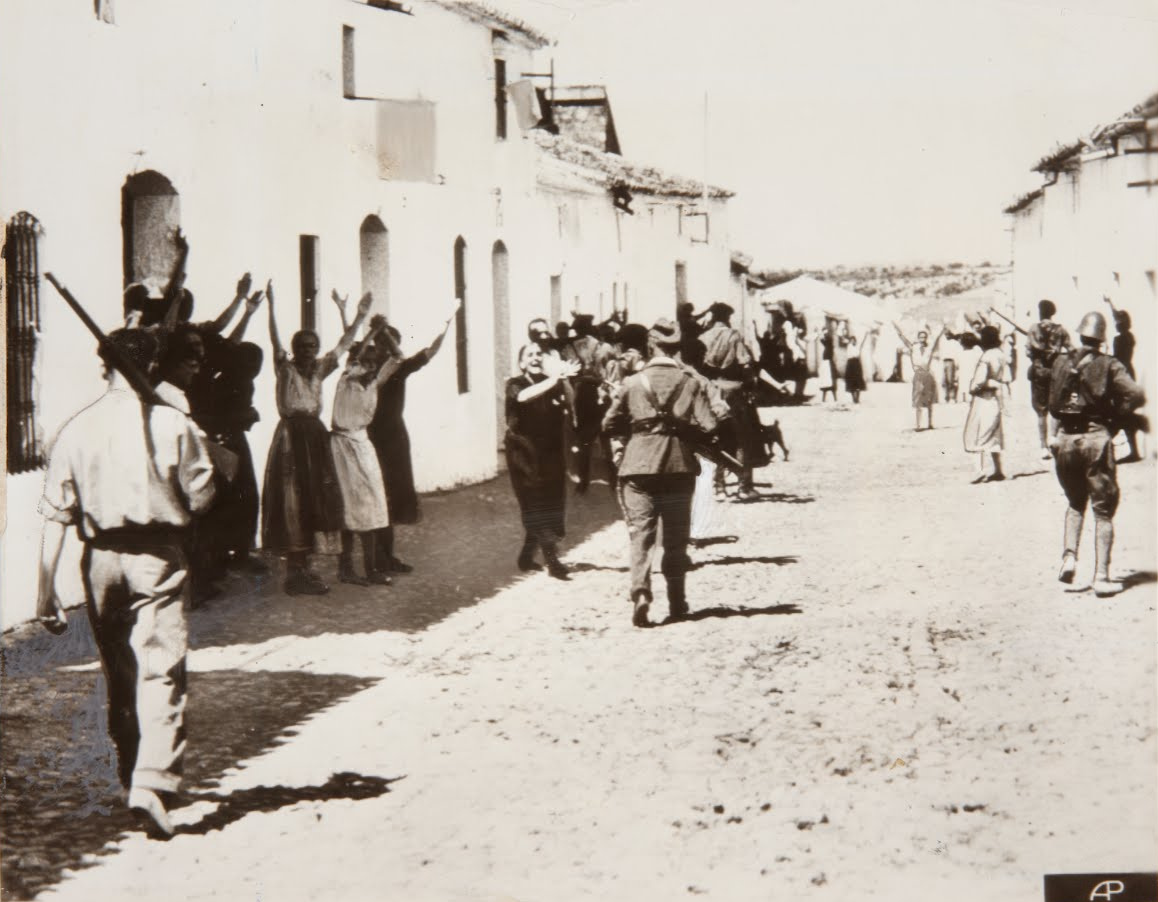
Mujeres de Constantina implorando piedad a los sublevados (1936).

Desde finales de julio la Alemania nazi y la Italia fascista habían proporcionado aviones de transporte a los sublevados para que trasladaran a la península ibérica a los efectivos del Ejército de África. Entre el 29 de julio y el 5 de agosto el puente aéreo logró trasladar unos 1.500 efectivos africanos. A partir de ese día la cifra fue de 500 la cifra de soldados trasladados por aire diariamente a la península. Además, el 5 de agosto un convoy sublevado logró cruzar el Estrecho de Gibraltar y trasladar a otros 3.000 soldados africanos a la península junto con todo su equipamiento. Con todos estos efectivos se pudo organizar una potente columna militar que salió de Sevilla el 2 de agosto y que se dirigió a Extremadura, bajo el mando del teniente coronel Juan Yagüe. En su camino lograron conquistar algunas localidades de la sierra, como Cazalla o Constantina; esta última fue capturada el 9 de agosto, tras lo cual las fuerzas sublevadas desencadenaron una brutal represión que supuso el asesinato de unas 990 personas.
Estos rápidos avances de las columnas sublevadas lograron, ya a finales de julio, dominar un amplio territorio que iba desde la frontera portuguesa hasta Huelva y Sevilla, y desde allí hasta Algeciras. Esto permitió a los sublevados enlazar entre sí algunos de los focos originales de la sublevación, constituyendo una importante «cabeza de playa» en el territorio sur de España.

### Frente de Granada
Para el 25 de julio los sublevados ya controlaban Granada y las poblaciones de sus alrededores, pero estas se encontraron aisladas en medio de la zona republicana, ya que la mayor parte de la provincia se mantuvo fiel a la República. Durante los primeros días de la contienda la línea del frente pasaba por Güéjar Sierra, Sierra Nevada, Órgiva, La Malahá, Santa Fe, Láchar, Íllora, Cogollos Vega, Huétor Santillán, Beas, Dúdar y Quéntar. En algunos puntos los republicanos se encontraban a tan solo ocho kilómetros del centro urbano. En la capital granadina las fuerzas sublevadas no disponían de un gran número de fuerzas y dentro de la ciudad seguía habiendo muchos partidarios o posibles simpatizantes de la República. A las afueras de Granada, la localidad de Víznar se convirtió en un importante punto estratégico para los sublevados ya que desde allí se podían interceptar todas las posibles incursiones republicanas sobre Granada, especialmente desde las posiciones montañosas que la República tenía al norte de la ciudad. Durante el resto de la contienda los republicanos mantuvieron bajo su control estas posiciones, que no sufrieron ninguna alteración significativa. A pesar de su cercanía al frente de guerra, Víznar también se hizo famoso por ser un lugar donde los sublevados llevaban a muchas de sus víctimas para ser fusiladas.
Con la ciudad rodeada por territorio republicano, estos intentaron recuperarla. Durante los primeros días las fuerzas gubernamentales realizaron varios bombardeos aéreos sobre la ciudad. El 30 de julio una columna de milicianos trató de reconquistar Granada atacando por el sector de Huétor Santillán, pero estos fueron rechazados por los defensores; los milicianos se retiraron dejando atrás un buen número de muertos y gran cantidad de armamento abandonado. Aquel fue el único intento republicano de consideración por recuperar la ciudad. A comienzos de agosto una bandera de la Legión fue enviada por aire y acuartelada en la ciudad para reforzar su defensa.

### Frente de Córdoba
Tras el triunfo de la sublevación en la capital cordobesa una parte importante de la provincia se mantiene fiel a la República. Numerosos municipios cayeron inicialmente en manos de los sublevados, pero a partir del 21 de julio muchas de las localidades sublevadas volverían a estar bajo control republicano: ese mismo día caen Nueva Carteya, Santa Eufemia y Pedro Abad. El día 22, campesinos de Espejo y Castro del Río se hacen con el control de las localidades tras masacrar a los derechistas más destacados; también cayeron Montoro y Villafranca de Córdoba; el 23 de julio vuelven a control republicano Posadas y Puente Genil tras una fuerte lucha. A pesar de ello, varias poblaciones de la provincia siguieron bajo control de los sublevados. En la capital de la provincia, la guarnición era muy pequeña y apenas contaba con apoyo de otras tropas sublevadas.
En el núcleo de la Cuenca minera del norte de la provincia, Peñarroya-Pueblonuevo, estaba prevista la celebración de un congreso sindical y allí se encontraban un gran número de dirigentes sindicales de la minería. El congreso fue suspendido, pero Peñarroya se convirtió en el centro de operaciones del norte de la provincia y de las milicias mineras. A pesar de que estaba previsto, la Guardia Civil en la zona finalmente no se unió a los sublevados. Desde Peñarroya se intentó reconquistar la capital de provincia, aunque las tentativas no llegaron a prosperar y los intentos se centraron más en reconquistar localidades cercanas que se habían sublevado, como Villaviciosa. El Comité de Defensa local constituyó el «Batallón del Terrible», aunque tardó mucho tiempo hasta quedar definitivamente organizado y poder actuar en el frente. El diputado Eduardo Blanco, que se convirtió en uno de los líderes republicanos en el norte de la provincia, se trasladó a Madrid para tratar de obtener armas y municiones.
El 1 de agosto una columna procedente de Sevilla al mando del teniente coronel Castejón avanzó sobre Puente Genil, localidad que logró tomar sin demasiada dificultad a pesar de la fuerte resistencia que ofrecieron sus habitantes. Los conquistadores impusieron una fuerte represión sobre la localidad por la violencia que había tenido lugar una semana antes, cuando las fuerzas izquierdistas habían logrado reconquistar la población: sólo el primer día fueron ejecutadas 501 personas. Algo parecido ocurrió en Baena, que tras ser dominada inicialmente por un comité anarquista, el 28 de julio fue tomada a sangre y fuego por una columna al mando de Sáenz de Buruaga.

### Ofensiva de Varela
Tras reunir suficientes efectivos africanos, a comienzos de agosto el general José Enrique Varela lanzó una ofensiva con la intención de establecer comunicaciones entre Sevilla, Cádiz, Córdoba y Granada. Al frente de un tabor de marroquíes, compuesto por unos 400 efectivos, Varela logró cruzar Andalucía y se dirigió hasta Granada. Antequera cayó el 12 de agosto, seguida por Loja y Archidona. Finalmente, la amenaza que se cernía sobre la capital granadina terminó cuando a mediados de mes las fuerzas de Varela lograron unir la ciudad con el resto de la zona sublevada. Aquello supuso el aislamiento geográfico de la provincia de Málaga. No obstante, las fuerzas de Varela no se dirigieron hacia la capital malagueña. Varela recibió la orden de dirigirse a Córdoba para reforzar a la guarnición local.
Esto supuso que Varela asumiera el control de las columnas sublevadas que operaban en la provincia cordobesa. En el camino a la capital cordobesa conquistó la población del Castro del Río, tras vencer la resistencia de las milicias locales. Las operaciones de la columna se extendieron durante los meses de agosto y septiembre, participando sus tropas también en labores represión en la retaguardia. A comienzos de septiembre sus fuerzas regresaron al sur, al sector malagueño. Ronda cayó el 16 de septiembre, provocando una huida masiva de civiles hacia Málaga. Las tropas marroquíes lograron evitar que los milicianos dinamitaran el conocido como puente nuevo.
A medida que se avanzaba, en la retaguardia los sublevados reorganizaron los servicios policiales y reprisivos. En algunos territorios se organizó bajo la dirección del coronel Juan Seguí una «Policía Montada de Voluntarios», compuesta por terratenientes y encargada de realizar labores de vigilancia y represión en la retaguardia. El torero José García Carranza «el Algabeño» se hizo cargo de esta Policía Montada de Voluntarios, por designación de Queipo de Llano; durante el tiempo que estuvo al frente de esta «policía montada» tuvo una destacada participación en la represión de la retaguardia, cooperando con las fuerzas de Varela.

### Respuesta republicana: la columna Miaja
El gobierno republicano, consciente de que no disponía en Andalucía de fuerzas militares organizadas, organizó el envío de una columna al sur. El general José Miaja fue el encargado de dirigir esta columna, que se nutrió de fuerzas militares procedentes de Castellón, Alcoy, Alicante, Murcia y Cartagena. Todas estas fuerzas se unieron en Albacete, desde donde marcharon sobre las provincias de Ciudad Real, Jaén y Córdoba, recogiendo por el camino a voluntarios de las milicias. El avance de las fuerzas de Miaja fue muy lento. El 28 de julio la columna llegó a Montoro, donde se detuvo su avance. A pesar de su superioridad militar, Miaja no lanzó ningún ataque sobre la capital cordobesa y se dedicó más a llevar a cabo pequeñas operaciones tácticas en la zona del Valle de los Pedroches, donde las fuerzas republicanas recuperaron Adamuz (10 de agosto), Belalcázar (14 de agosto), Villanueva del Duque, Hinojosa del Duque y Pozoblanco (15 de agosto).
El 20 de agosto Miaja lanzó una ofensiva contra Córdoba. Si la guarnición de la ciudad inicialmente había sido muy débil, para entonces se había logrado reforzar lo suficiente para poder resistir un ataque potente. Las fuerzas del general Varela reforzaron las posiciones en Alcolea, que fueron un punto crítico durante el ataque. Las columnas republicanas, especialmente la liderada por Pérez Salas, lograron acercarse a los alrededores de la ciudad, pero no lograron penetrar en la misma. Aviones procedentes del aeródromo de Tablada diezmaron a la columna de Pérez Salas cuando estaba se encontraba a apenas ocho kilómetros del centro urbano. El ataque se dio por finalizado el 22 de agosto. Poco después, las unidades sublevadas contraatacaron y fueron tomando las localidades situadas en los alrededores de Córdoba; en muchas poblaciones tras la conquista se desató una fuerte represión. Por ejemplo, en Palma del Río un terrateniente local asesinó a 300 simpatizantes republicanos. Las fuerzas de Varela conquistaron Cerro Muriano el 6 de septiembre, tras un sangriento asalto de las tropas marroquíes. Muy quebrantadas, las fuerzas republicanas se retiraron hacia Montoro. Este fracaso alejó la amenaza que se cernía sobre la capital cordobesa, al tiempo que las fuerzas republicanas no volvieron a lanzar ninguna nueva ofensiva.
A pesar del envío al Sur de la columna Miaja, los republicanos no lograron recuperar el control de la Andalucía occidental.

### Combates en Peñarroya
A mediados de octubre las fuerzas sublevadas comenzaron una nueva ofensiva en el norte de la provincia cordobesa. Se organizaron varias fuerzas. Una columna al mando de Álvarez Rementería atacó desde Hornachuelos, mientras que la columna de Sáenz de Buruaga atacó desde El Vacar; desde el norte de la provincia de Sevilla, partieron otras dos columnas que marchaban hacia Fuente Obejuna. El objetivo era confluir en Peñarroya, conquistar la localidad y asegurar el control de la cuenca minera.
Las milicias republicanas en la zona fueron incapaces de detener el avance, que provocó una huida masiva de civiles hacia Pozoblanco, Villanueva de Córdoba o Puertollano. La noche del 12 al 13 de octubre se organizó la evacuación de Peñarroya-Pueblonuevo; las autoridades locales del Frente Popular decidieron que las minas y la industria local no fueran destruidas. Peñarroya finalmente cayó en manos de los sublevados el 14 de octubre, y dos días después era visitada por el propio Queipo de Llano, que dio un discurso desde el balcón del Ayuntamiento. Con ello los sublevados se hicieron con el control de la importante cuenca minera del norte de la provincia. Aunque los directivos de la Sociedad Minero Metalúrgica de Peñarroya (SMMP) simpatizaban con los sublevados, no todo fueron alegrías: la mayoría de trabajadores y técnicos habían huido de Peñarroya y la compañía quedó momentáneamente sin personal cualificado.
Esta fue la última ofensiva importante antes de la Batalla de Madrid.

## Consecuencias
Hacia el otoño de 1936 los avances sublevados en Andalucía remitieron, consolidándose sus conquistas. Sevilla había constituido una importante base de operaciones desde la que partieron diversas ofensivas sublevadas Huelva, la serranía de Ronda, el valle de Guadalquivir, Extremadura y Madrid. Para aquel entonces los «rebeldes» habían logrado hacerse con el control de las provincias de Cádiz, Huelva y Sevilla, así como parte de las provincias de Córdoba y Granada, y la franja norte de la provincia de Málaga. Además, los sublevados contaban con un importante centro logístico, industrial y militar en Sevilla, con los puertos de Algeciras, Cádiz, Huelva y Sevilla —además de la Base Naval de San Fernando—, y con las importantes cuencas mineras de Tharsis-Riotinto y Peñarroya-Pueblonuevo. En Sevilla los rebeldes disponían de la importante Pirotecnia Militar, mientras que en Granada controlaban la Fábrica de pólvora y explosivos de El Fargue, que constituía la mayor fábrica de explosivos de Andalucía.
Por el contrario, la mayor parte de Andalucía oriental, así como parte de la provincia de Córdoba y casi toda la provincia de Málaga siguieron estando bajo control republicano. En Málaga los republicanos disponían de un importante puerto. No obstante, Málaga y su provincia se hallaban vitualmente aisladas de la zona republicana.
El general Gonzalo Queipo de Llano fue nombrado comandante del Ejército del Sur y se convirtió en uno de los principales líderes de la zona sublevada. De hecho, acabó convertido en una especie de virrey andaluz, habida cuenta de los poderes que tenía y la amplia autonomía con que administraba las provincias andaluzas.
Sin embargo, para el otoño de 1936 el grueso de las operaciones militares se encontraba en torno a la capital de España, donde estaba a punto de tener lugar una importante batalla. En contraposición con la situación del verano anterior, Andalucía pasó a ser un frente secundario aunque siguió teniendo cierto protagonismo. Dentro de la zona republicana un grupo de guardias civiles y sus familias resistían asediados en un santuario cerca de Andújar. Todavía a finales de año Queipo de Llano lanzó una ofensiva limitada en el sector de Córdoba para intentar enlazar con Jaén y liberar a los sitiados de Andújar, aunque el ataque no logró los objetivos.